# Kreusza-festő
Az Kreusza-festő az i. e. 5. század vége – i. e. 370 között  Dél-Itáliában, Lukániában alkotó görög vázafestő volt. Pontos születési és halálozási dátuma nem ismert, és mivel nem szignálta alkotásait neve sem maradt ránk. Névadó vázáját ma már a Dolón-festő alkotásának tekintik és azt a mitológiai jelenetet ábrázolja amikor Médeia mérgezett nászajándékot nyújt át vetélytársnőjének, Kreuszának.
A Kreusza-festőhöz több mint százharminc váza köthető, így stílusának fejlődése jól nyomon követhető. Az egyik legjelentősebb lukániai vázafestő, az Amükosz-festő egyik közvetlen utóda volt. A policorói ásatások során ugyanabból a sírból került elő mindkét művész egy-egy vázája (hüdriák), alakjuk annyira hasonló, hogy feltételezhetően ugyanaz a fazekas készítette őket. Ez a váza karrierje korai szakaszában készülhetett és i. e. 400 körülre datálható. 
Munkáira jellemző, hogy egy készletből ábrázolt figurákat, amelyek gyakran ismétlődnek az edényeken. Ezek egyike a peploszba öltözött nőalak, derekán övvel, ruhájának alsó részén dupla fekete csíkkal. Vállukon gyakran sálat hordanak amelyet esetenként fátyolként a fejükre húznak. A ruhák ráncait hangsúlyos módon ábrázolta, ez az álló alakoknál időnként oszlopszerű hatást kelt. Hajukat vékony pánt tartja a helyén, gyakran kontyként feltűzve.
Ismétlődő alakjai közé tartozik még a ruhátlan férfiábrázolás (harcos, Erósz, fiatal férfi) is. Gyakran egyik lábukra támaszkodnak, ennek megfelelően testük bizonyos mértékben elcsavarodik. Egyik kezüket esetenként csípőre teszik és egy, a nyakuknál csomóba összekötött rövid köpeny lóghat le a hátukon. A vázái hátoldalán látható felöltözött férfialakok gyapjúköpenyét (himatia) egyszerű fekete szegély díszíti, a bal oldali alakok kissé kinyújtják kezüket a köpeny alatt, így derekuknál egy hangsúlyos dudor látható. 
Legtöbbször has-kratérokat festett de néhány volutás-kratért is díszített. Egyik legszebb alkotása egy volutás-kratér amelyen Dionüszosz és Ariadné látható szatírokkal és menádokkal. A szokatlanul díszesen kidolgozott képen az alakok több sorban jelennek meg, egyes figurák félig takarásban vannak. A jelenet, a figurák és ruházatuk annyira jellegzetes vonásai a festő munkásságának, hogy különböző variációkban több mint ötven has-kratéren is megjelennek.

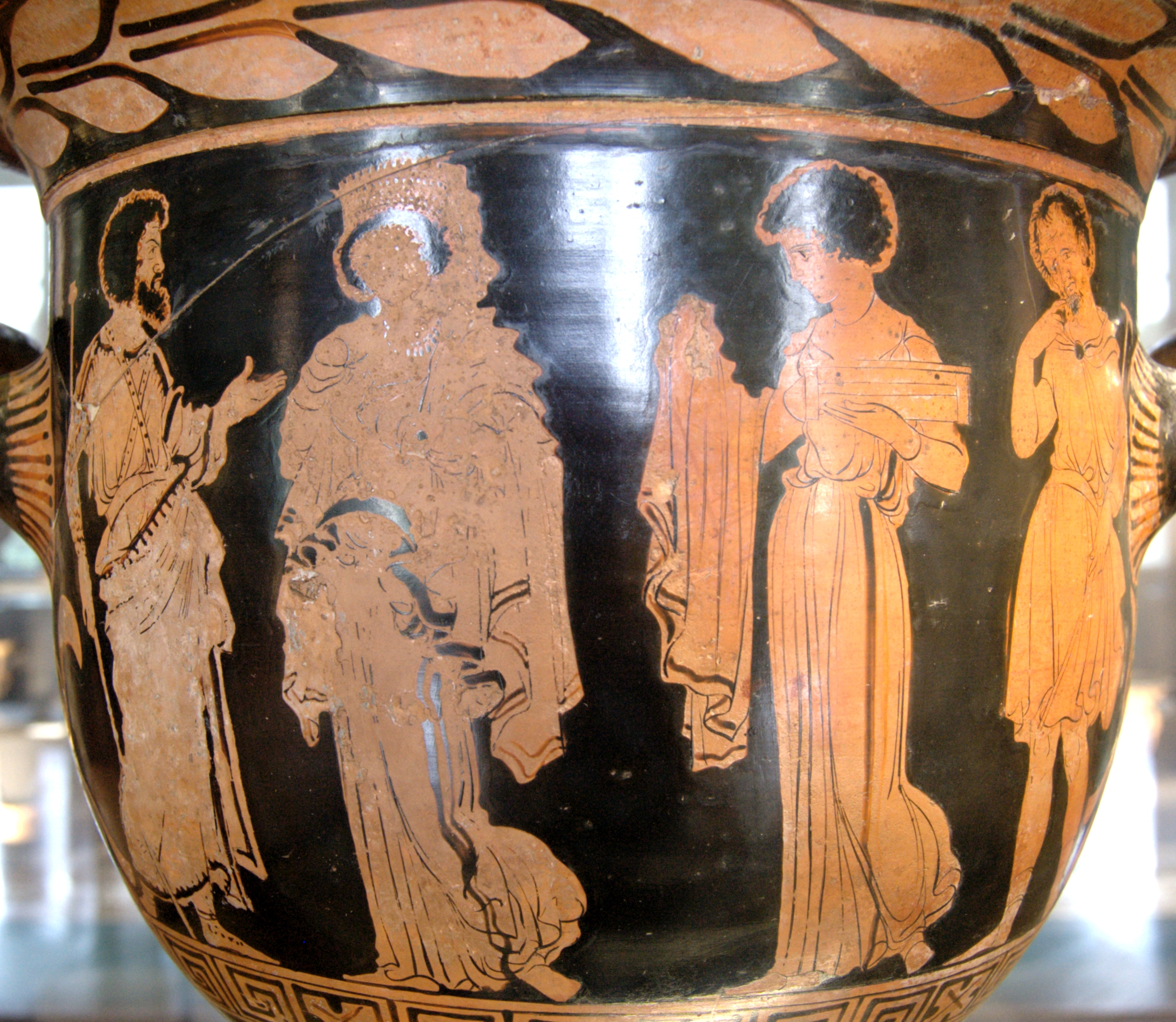
A festő névadó vázája, egy has-kratér amit ma már a Dolón-festő alkotásának tartanak, i. e. 390 körül

Képeinek témája nem túl változatos és kevés eredetiséget mutat. Legtöbbször két-három alakot ábrázolt, gyakran Dionüszoszhoz köthető jeleneteket, vagy a mindennapi életből vett témákat főleg harcosokat és atlétákat. Dionüszoszt kivéve ritkán jelenít meg mitológiai témákat és ha mégis akkor legtöbbször korábbi készletéből használ fel szabványfigurákat kiegészítve például Héraklész, Hermész vagy Parisz attribútumaival. 
Későbbi munkáin jelentős hanyatlás figyelhető meg, rajzainak, minősége leromlott, a drapériákat kevésbé művészien ábrázolta, a figurák fejét nagyobbra rajzolta, az arcok kifejezéstelenné, a jelenetek élettelenné váltak. 